# Apriona aphetor
Apriona aphetor es una especie de escarabajo longicornio del género Apriona, subfamilia Lamiinae. Fue descrita científicamente por Newman en 1842.
Se distribuye por Filipinas. Mide 35-49 milímetros de longitud. El período de vuelo de esta especie ocurre en los meses de enero, marzo, abril, mayo, julio, agosto, septiembre y octubre.